# Danuta Hojarska
Danuta Hojarska z domu Gąsiorek (ur. 2 stycznia 1960 w Malborku) – polska polityk, działaczka związkowa, rolnik, posłanka na Sejm IV i V kadencji.

## Życiorys
W 1975 ukończyła szkołę podstawową w Lubieszewie, a następnie uczęszczała do liceum medycznego w Sztumie. W 1980 ukończyła Technikum Rolnicze w Nowym Stawie, egzamin maturalny zdała w 2004.
W 1979 zajęła się prowadzeniem indywidualnego gospodarstwa rolnego. W kadencji 1994–1998 była radną gminy Nowy Dwór Gdański oraz delegatem do Sejmiku Samorządowego Województwa Elbląskiego. Zasiadała w organach Pomorskiej Izby Rolniczej, radzie społecznej Towarzystwa Ubezpieczeń Wzajemnych oraz Radzie Rolników przy KRUS. Należała do ZMW i ZSMP. W 2008 otworzyła własną firmę usługową. W 2009 przeszła na rentę.
Od 1981 działała w Zjednoczonym Stronnictwie Ludowym, w 1990 wstąpiła do Polskiego Stronnictwa Ludowego. W wyborach samorządowych w 1998 bezskutecznie ubiegała się o mandat radnej powiatu nowodworskiego z listy koalicji Przymierze Społeczne. W latach 1999–2007 przewodniczyła regionalnemu Związkowi Zawodowemu Rolnictwa „Samoobrona”. W 1999 brała udział w blokadach rolniczych w okolicach Nowego Dworu Gdańskiego. W 2001 zrezygnowała z członkostwa w PSL i przystąpiła do Samoobrony RP. Od 2003 do 2006 pełniła funkcję skarbnika tego ugrupowania.
W wyborach parlamentarnych w 2001 zdobyła 8796 głosów, uzyskując mandat posłanki z okręgu gdańskiego. Zasiadła w prezydium klubu parlamentarnego Samoobrony RP. Do 2002 była wiceprzewodniczącą Komisji Sprawiedliwości i Praw Człowieka. W wyborach parlamentarnych w 2005 została ponownie wybrana do Sejmu liczbą 10 155 głosów. Zasiadała w Komisji Rolnictwa i Rozwoju Wsi oraz w Komisji Mniejszości Narodowych i Etnicznych.
W przedterminowych wyborach parlamentarnych w 2007 bez powodzenia ubiegała się o reelekcję (otrzymała 3040 głosów). W listopadzie tego samego roku wystąpiła z Samoobrony RP, argumentując swoją decyzję konfliktem z jednym z liderów partii Januszem Maksymiukiem. Uczestniczyła w powołaniu Partii Regionów, została wiceprezesem tego ugrupowania. W październiku 2008 objęła funkcję przewodniczącej Związku Zawodowego Rolnictwa „Regiony”. W 2009 zrezygnowała z zasiadania we władzach partii oraz związku, czasowo wycofała się z działalności politycznej, motywując to względami zdrowotnymi. W wyborach samorządowych w 2010 utworzyła swój komitet wyborczy wyborców i z jego listy bez powodzenia kandydowała na radną rady powiatu nowodworskiego. O mandat radnej powiatu ubiegała się również cztery lata później.
W 2015 objęła stanowisko sołtysa wsi Lubieszewo. Współtworzyła także Stonogę Partię Polską i otworzyła listę KWW Zbigniewa Stonogi do Sejmu w wyborach parlamentarnych. Otrzymała 1671 głosów. Komitet nie przekroczył wyborczego progu, a SPP wkrótce po wyborach została rozwiązana. W 2017 Danuta Hojarska współtworzyła wraz z Krzysztofem Filipkiem Partię Chłopską (istniejącą do 2022), pełniła funkcję wiceprzewodniczącej tego ugrupowania. W 2020 ponownie stanęła na czele pomorskich struktur ZZR „Samoobrona”.

## Postępowania karne
W lipcu 2002 została skazana przez Sąd Rejonowy w Elblągu na karę 1 roku pozbawienia wolności z warunkowym zawieszeniem jej wykonania na okres próby wynoszący 3 lata za sfałszowanie więziennej przepustki na widzenie z synem. Wyrok ten został w styczniu 2003 utrzymany w mocy przez Sąd Okręgowy.
Wytoczono jej też proces w sprawie przywłaszczenia maszyn rolniczych kupionych z kredytu. Została w tej sprawie prawomocnie skazana w 2003 na karę  roku i 6 miesięcy pozbawienia wolności z warunkowym zawieszeniem jej wykonania na okres pięciu lat oraz na grzywnę. W listopadzie 2007 prowadzono wobec niej około 30 egzekucji komorniczych na łączną kwotę około 2 mln złotych.

## Życie prywatne
Córka Mariana i Leokadii. Jest wdową (jej mąż Ryszard, zmarł w 2002), matka pięciorga dzieci. Zamieszkała w Lubieszewie.